# Šahovska zveza ZDA
Šahovska zveza ZDA (angleško United States Chess Federation; kratica USCF) je najvišja šahovska organizacija v ZDA; ustanovljena je bila leta 1939 in je ena od članic FIDE.